# Pjaozero
Pjaozero (rus. Пяозеро, fin. Pääjärvi)  je veliko slatkovodno jezero u Rusiji. 
Jezero se nalazi na sjeverozapadu Rusije u Republici Kareliji. Na jezeru postoje mnogi otoci s ukupnom površinom od 186 km². Jezero ima površinu od 659 km2, nalazi se na nadmorskoj visini od 109 metara, dugo je 77 a široko 30 kilometara. Prosječna dubina jezera 15,4 metra, njegovo porječje ima površinu od 12.900 km2. 
Među rijekama koje se ulijevaju u jezero Pjaozero su Kitkanjoki i Oulankajoki koje izviru u Finskoj, gdje jedna od njihovih pritoka Kitkanjoki počinje od jezera Kitkajärvi u Finskoj. Južno od Pjaozera je jezero Topozero iz kojeg voda teče u Pjaozero.

## Flora i fauna
Jezero je bogato ribom, u njemu obitava potočna pastrva, manić, štuka, lipljen, jez, smuđ, crvenperka, deverika i dr. Glavnu vegetaciju predstavlja velika trska u uvalama.

## Vanjske poveznice
|  | Zajednički poslužitelj ima još gradiva o temi Pjaozero |

- Karakteristike Pjaozera  Arhivirana inačica izvorne stranice od 17. siječnja 2012. (Wayback Machine)
- Jezero Pjaozero  Arhivirana inačica izvorne stranice od 17. siječnja 2012. (Wayback Machine)